# Archosargus probatocephalus
El sargo chopa (Archosargus probatocephalus) es una especie de pez de la familia de los espáridos, común en el mar Caribe, golfo de México y la costa occidental del océano Atlántico.

## Morfología
Los adultos del sargo chopa pueden alcanzar hasta unos 90 cm de longitud, con un peso máximo descrito de unos 9,6 kg.
El cuerpo es muy comprimido lateralmente, con unas características 5 o 6 barras verticales oscuras a cada lado del cuerpo sobre un fondo gris. A lo largo de la aleta dorsal tienen varias espinas muy puntiagudas. Tiene una boca muy dura, con varias hileras de dientes con los que aplastan a sus presas.

## Hábitat y biología
Vive asociado preferentemente a los arrecifes marinos, a más de 15 m de profundidad. También es frecuente en bahías y estuarios de río, donde penetra para cazar en aguas salobres, a veces incluso remonta el río hasta aguas dulces.
Tiene una dieta omnívora a base de moluscos, crustáceos y algas, pero mientras que los juveniles consumen mayor cantidad de invertebrados que de algas, los individuos adultos consumen en su mayor parte algas. Es inofensivo para el hombre.
La reproducción es externa, eclosionando el huevo a los dos días de la puesta, tras lo cual crece hasta alcanzar la edad adulta reproductiva a los 2 años. Se calcula que la edad máxima que suelen vivir es de unos 8 años.

## Pesca y gastronomía
Se pesca tanto para comercializar su carne en los mercados como por pesca deportiva, siendo localizable por los pescadores cerca de la orilla rocosa e incluso en los muelles de puertos. Sus poblaciones tienen una alta vulnerabilidad, por lo que podrían disminuir en los próximos años.
Su carne es apreciada por ser sabrosa y de calidad excelente, seguramente debido a su dieta de crustáceos. Se puede encontrar en los mercados tanto fresco como congelado, prestándose a ser cocinado asado, en microondas o en el horno.